# چیتان
چیتان (ちぃたん☆)، که به‌صورت چیتان☆ نیز تلطیف می‌شود، شخصیت شانس‌بیار ژاپنی می‌باشد که قبلاً خود را نمایندهٔ غیررسمی شهر سوساکی می‌خواند. چیتان که خود را «بچه‌پری ۰ ساله» توصیف نموده‌است نوعی سمور آبی می‌باشد که کلاه لاک‌پشتی پوشیده‌است.